# 蔡齊
蔡齊（988年—1039年），字子思，北宋萊州膠水縣（今山東平度市）人。
其先祖本是河南府洛陽縣人，徙居萊州膠水縣。大中祥符八年（1015年）中狀元，宋真宗閱卷時，稱他是“宰相器”，命賜給七騶，“跨馬游街”，自蔡齊始。兗州通判、濰州通判，知密州時，減免租稅，歷官御史中丞、樞密副使等職。宝元二年（1039年）病逝潁州，贈兵部尚書，諡文忠。歐陽脩為其立傳。

## 延伸阅读
[在维基数据编辑]
 《宋史/卷286》，出自脱脱《宋史》